# تاآن‌خیونگ
تاآن‌خیونگ (به ویتنامی: Xã Tạ An Khương) یک قصبه در ویتنام است که در استان کاماو، شهرستان دام‌ذوی واقع شده‌است.